# Dieter Mack
Dieter Mack (* 25. August 1954 in Speyer) ist ein deutscher Komponist, Musiker und Musikethnologe. Zu seinen Spezialgebieten gehören die Musik des indonesischen Kulturraums und des Gamelan.

## Biografie
Dieter Mack wuchs in Speyer auf. Nach ersten musikalischen Aktivitäten im Umfeld experimenteller Rockmusik und Jazz studierte er von 1975 bis 1980 Komposition (Huber, Ferneyhough), Klavier und Musiktheorie an der Hochschule für Musik Freiburg. Seit 1980 erhielt er verschiedene Lehraufträge für Musiktheorie und Balinesische Musik in Freiburg, Trossingen und Basel. 1986 erhielt er eine Professur für Musiktheorie in Freiburg und ist seit 2003 Professor für Komposition an der Musikhochschule Lübeck. Im Sommer 2021 trat er in den Ruhestand. Von 1977 bis 1981 war er Assistent (1981 auch Stipendiat) am Experimentalstudio der Heinrich-Strobel-Stiftung des SWR und trat 1980 dem Stuttgarter „ExVoCo“-Ensemble bei. Seit 1978 führten ihn zahlreiche Studienaufenthalte nach Indien und Japan, vor allem aber nach Indonesien. Nach einem einjährigen Forschungsaufenthalt auf Bali im Jahre 1981/82 gründete er das Freiburger Gamelan-Ensemble „Anggur Jaya“, das 1998 auch auf Bali gastierte. 1988 begann er auf Grund einer vom Goethe-Institut durchgeführten Konzerttournee seine Lehrtätigkeit in Indonesien. 1992–95 war er DAAD-Langzeitdozent an der UPI [Universitas Pendidikan Indonesia] in Bandung und war Mitglied der nationalen Lehrplankommission Indonesiens. Von 1996 bis 2007 war er Konsultant eines von der Ford Foundation finanzierten pädagogischen Forschungsprojekts an der UPI Bandung. 2011–13 führte er dort eine weitere Beratertätigkeit durch. 2000–2004 unterrichtete er als Gastprofessor im Aufbaustudiengang Komposition am ISI [Institut Seni Indonesia] in Surakarta. Gastlehrtätigkeiten führten ihn neben Indonesien vor allem in die USA, nach Kanada, Neuseeland, Japan, Malaysia und China. 2003–06 war Mack tätig als musikalischer Berater am Haus der Kulturen der Welt Berlin, 2007–2019 Vorsitzender der Musikauswahl-Kommission des DAAD und 2008–2016 Mitglied und Vorsitzender des Musikbeirats des Goethe Instituts. Mack ist Mitbegründer des indonesischen Komponistenverbandes und seit 2008 Mitglied der Freien Akademie der Künste in Hamburg. 2008–2011 und 2015–2019 war er Vizepräsident der Musikhochschule Lübeck. In zahlreichen Texten und Aufsätzen nimmt er Stellung zu interkulturellen Fragen.

## Arbeit als Komponist und Musikethnologe
Macks musikalische Interessen sind weit gefächert. Neben der Klassischen Musik, die er schon als Schüler auf dem Klavier erlernte, begeisterte er sich im gleichen Maße für Pop- und Rockmusik (Elektronische Orgel und Synthesizer). Unter anderem kam er über die Musik Frank Zappas und die deutsche Elektronikszene (Tangerine Dream, Popol Vuh) zur zeitgenössischen „Neuen Musik“. Während seines Studiums der Komposition in Freiburg bei Klaus Huber und Brian Ferneyhough beschäftigte er sich intensiv mit elektroakustischer Musik und war Assistent im Experimentalstudio der H. Strobel Stiftung des SWF. Die entscheidende Wende in Macks künstlerischer Entwicklung war ein erster Studienaufenthalt auf der Insel Bali im Jahr 1978. Seit dieser ersten Begegnung mit der Musik des indonesischen Kulturraumes spielt diese eine zentrale Rolle in Macks künstlerischer Ausrichtung und seinen weiteren Tätigkeiten. Eine erste Dokumentation seiner neu erworbenen künstlerischen Position sind die Kompositionen Kebyar (1980), deren zeitlich-formale Struktur auf balinesische Vorbilder verweist. Auf andere Weise verarbeitete er diesen ersten Aufenthalt in Saba (1979) für Vokaltrio, Tonband und Live-Elektronik, ein Auftrag von pro musica nova (Bremen). Die offensichtlichen Parallelen zu Gamelanstücken sind indessen „nicht als schiere Imitation“ zu werten, sondern „als Versuch, eine bestimmte Spielhaltung mit eigenen musikalischen Mitteln zu realisieren.“ Nach seinem ersten Aufenthalt auf Bali wandte sich Mack von der elektronischen Musik ab und komponiert seither vor allem für größere kammermusikalische Besetzungen, aber auch für Soloinstrumente, bzw. Orchester und Chor. Einen wichtigen Stellenwert nehmen dabei die von ihm als „pädagogische Kompositionen“ eingestuften Werke ein, deren Zielgruppe nicht selten die Musiker des südostasiatischen Kulturraums sind. Später weitete sich die Perspektive auch auf die Musik Japans.
„Die umfassende Auseinandersetzung mit der Lebens- sowie Musikpraxis Balis und Japans trug wesentlich zur kompositorischen Selbstfindung Macks bei.“ Dabei entstand eine Musik, die alles andere als folkloristisch ausgerichtet ist. Vielmehr sieht der Komponist sein Ziel darin, die in fremden Kulturkreisen gesammelten Eindrücke in eine vom westlichen Denken geprägte Musik einzuarbeiten, bis etwas genuin Eigenes daraus entsteht. Aus der „subtilen und respektvollen Rezeption“ entwickelte er „eine individuelle und eigenständige Tonsprache“, wobei es ihm „keinesfalls um eine oberflächliche und epigonale Übernahme von Exotismen“ ging. „Die Macksche Musik geht nicht den bequemen und ausgefahrenen Weg, außereuropäische Musikkulturen – etwa die Idiome der Gamelan-Musik – als neuen belebenden Saft für die ermüdete europäische Musik zu nutzen“; vielmehr benutzt ihr Autor „den intensiven Blick auf die fremde Kultur, um den fremden, distanzierten Blick auf die eigene zu gewinnen.“ So ist Macks Musik „komplett frei von jeder Esoterik und Exotik“.

## Stilistik
Im Streben nach persönlicher und künstlerischer Unabhängigkeit entwickelte Mack eine Tonsprache, die sich der Zuordnung zu einem der gängigen Muster in der neuen Musik weitgehend entzieht und ihre Lebendigkeit aus einer auffallend hoch entwickelten Rhythmik bezieht. Demzufolge spielen die Schlaginstrumente eine bedeutende Rolle, deren Einsatz als strukturierendes und gliederndes Element durchaus auch als Indiz für eine Transformierung von Macks Erfahrungen mit südostasiatischer Musikpraxis gewertet werden darf. Zweifellos spielt hierbei auch die Herkunft des Komponisten aus dem Rock-Bereich eine Rolle. Anders als in dieser werden die Schlaginstrumente allerdings zu hochkomplexen Mustern und rhythmisch akzentuierten Zeitverläufen eingesetzt, wobei Mack darauf hinweist, dass er die „rhythmische Komplexität“ dem „nicht sehr regelmäßigen Sprachrhythmus“ abgelauscht habe. In Macks Verständnis ist Musik mehr als nur Klang, sie kann ihre volle Kraft erst durch die Aufführung entfalten, in der die Musiker sowohl in direktem Kontakt zueinander, als auch zum Publikum stehen. Seine Kompositionen, die meistens einen hohen technischen Anspruch an die Interpreten stellen, überraschen durch ihre, dem europäischen Hörer ungewohnten Klangfarben und Strukturen. „Ihre kompositorische Triebkraft ist eine diffizile Klanglichkeit in immer wieder überraschenden Färbungen.“ Bemerkenswert sind in diesem Zusammenhang die vielen Unisono-Strukturen (beispielsweise in Quartett Nr. 2), deren Sinn in erster Linie darin besteht, durch Instrumentenmischungen neue Klangfarben entstehen zu lassen. „Energiegeladen und höchste Virtuosität fordernd“ ziehen sich (beispielsweise in Tiga Kata) „die oft parallel geführten Saxophon- und Schlagzeuglinien durch die ständig wechselnden instrumentalen und klangfarblichen Konstellationen.“ Dabei nutzt Dieter Mack zwar „allerhand zeitgenössische Spieltechniken, verzichtet aber auf klangliche Verfremdungen bei den Instrumenten, um die angesprochenen Klangfarben durch traditionelle Spielweisen zu erzeugen.“ Klangliches Vorbild sind dabei aber nicht nur die balinesische Musik, sondern – Macks eigenen Worten zufolge – auch europäische Komponisten wie zum Beispiel Wolfgang Amadeus Mozart, was die formale, eher additive Organisation angeht, Maurice Ravel und Olivier Messiaen hinsichtlich der klanglichen Strukturierung durch die Kombination Harmonik-Instrumentation-Voicing. Im Übrigen hat die Aufgeschlossenheit des Komponisten für Pop- und Rockmusik sowie Jazz im kompositorischen Œuvre auch in Form mehrerer Werke für Bigband ihren Niederschlag gefunden.

## Werke (Auswahl)

### Kompositionen
- Saba für Vokaltrio, Tonband und Live-Elektronik (1979)
- Kebyar für Flöte und Klavier (1980)
- Cina für Vokaltrio mit 3 Schlaginstrumenten (1982)
- Orgelzyklus (1984–87)
- Taro für 2 Klaviere, Schlagzeug, Flöte (Picc.) und Bassklarinette (1987)
- Angin für Bläserorchester und 3 Schlagzeuger (1988/rev. 2003)
- Wantilan I für Altflöte und Schlagzeug (1988/rev. 2008)
- Kammermusik I – V für Ensemble (1991–2007)
- Rafting and Beyond für 2 Klaviere und 2 Schlagzeuger (1991)
- Kammermusik II für Ensemble (1991)
- Balungan für Vokalquartett (1993/94)
- Segara Variationen für Percussion Quartett (1998/99)
- Chedi für Klavier solo (2000)
- Crosscurrents für 8 Schlagzeuger (Gamelan Degung) und (sundanesische) Solo-Flöte (2000)
- Vuh Konzert für Solo-Schlagzeug, Bläserorchester und 3 Schlagzeuger (2001)
- Selisih für Alt- und Baritonsaxofon (2003)
- Kammermusik III für Ensemble (2002/04)
- Kammermusik IV für Ensemble und Sopran (2004)
- Tunjuk für gr. Orchester (2006)
- Pamungkah für Orchester (2006)
- Ramai I für Ensemble (2007)
- Kammermusik V für großes Ensemble (2007)
- Terasi für Orchester (2009)
- Voyage für Ensemble (2009/10)
- Sprachtanz für B-Klarinette (2010)
- Yonsei für Ensemble (2010)
- Dalang für Bass und Schlagzeug (2011)
- Kokon für Gitarre und Harfe (2011)
- Delta für Flöte und Kontrabass (2012)
- Wooden Konzert für Schlagzeug und Orchester (2012)
- Kebyar Baru I für Flöte und Klavier (2012)
- Luft für Ensemble (2012)
- Ramai II für Ensemble (2012)
- What About…? für Ensemble (2013)
- Ical für Chor und Orchester (2014)
- Ngumbang-Ngisep für Ensemble (2014)
- Kebyar Baru II für Violine und Klavier (2015)
- Klingende Fäden für Ensemble (2016)
- Ueno Rain I & II für Bläserquintett (2017)
- Trio VII für Violine, Oboe und Bass-Koto (2017)
- Foreign Voices, 5 Portraits für Bass und Klavier (2017)
- The Time After – Reset für Gamelan pelog/slendro, Percussion und Fixed Media (2019/20)
- Pitu für Ensemble (2020)
- Salihara für Oboe und Schlagzeug (2020)
- The Shining of Abyss and the Darkness of Light für Flöte, Bassklarinette, Violine, Violoncello, Klavier & Fixed Media (2020)
- Quartett Nr. III für Flöte, Viola, Kontrabass und Klavier (2020)
- Those Were the Days für Ensemble (2021)
- The Rustling Viola für Viola und Klavier (2021)
- Quartett Nr. IV für Schlagzeugquartett (2021/22)

### Texte (Auswahl)
- Zur Übersetzbarkeit oder Un-Übersetzbarkeit von Kulturen – Musik und Mission in Indonesien. In: Orientierungen. I/1998, Zeitschrift zur Kultur Ostasiens. Hrsg.: B. Damshäuser, A. Kubin. Veröffentlichungen des Ostasienseminars der Universität Bonn, Bonn 1998.
- Auf dem Weg zu einer eigenen Kultur. In: Klaus Hinrich Stahmer (Hrsg.): Neue Musik 2000 – Fünf Texte von Komponisten (= Schriften der Hochschule für Musik Würzburg. Band 6). Würzburg 2001, S. 27–46.
- Zeitgenössische Musik in Indonesien – Zwischen lokalen Traditionen, nationalen Verpflichtungen und internationalen Einflüssen. Georg Olms Verlag, Hildesheim 2004, ISBN 3-487-12562-5.
- Musik aus Bali und Westjava. Lugert-Verlag, Oldershausen 2003.
- Bali (Länderheft der Reihe Musik der Welt). Lugert-Verlag, Oldershausen 2003.
- Skalen, Tonsymbolik und tonale Erscheinungen in neuerer balinesischer Gamelanmusik. In: Manfred Stahnke (Hrsg.): Mikrotöne und Mehr – Auf György Ligetis Hamburger Pfaden. von Bockel Verlag, Hamburg 2005.
- Vom Sinn der Toleranz. In: KunstMUSIK. No. 6, Köln Frühjahr 2006.
- Nyoman Windha’s '„Catur Yuga“. A New Concept of Balinese Chamber Music? In: Christian Utz (Hrsg.): Musiktheorie als interdisziplinäres Fach. (Bericht 8. Kongress der Gesellschaft für Musiktheorie Graz 2008). Pfau, Saarbrücken 2010.
- Auf der Suche nach der eigenen Kultur: Komponieren im Spannungsfeld bi-oder multikultureller Erfahrungen. In: Jörn Peter Hiekel (Hrsg.): Darmstädter Diskurse 2 – Musik Kulturen. Saarbrücken 2008.
- Gedanken, Vorschläge, Verwerfungen zum Begriff des Transkulturellen – und was macht das Geschichtsbewusstsein? In: KunstMUSIK. No. 13, Köln, Frühjahr 2010.
- Südostasien. In: Jörn Peter Hiekel, Christian Utz (Hrsg.) Lexikon Neue Musik. Metzler, Stuttgart 2016.
- Remarks on Music in Indonesia. Dilemmas and Misunderstandings but also Challenges in an Emerging Country with a Multi-Ethnic Society. In: Anna Reid, Neal Peres da Costa, Jeanell Carrigan (Hrsg.): Creative Research in Music. Informed Practice, Innovation and Transcendence. New York 2021, S. 141–150.
- Dieter Mack: Zwischen den Kulturen. Schriften und Vorträge zur Musik 1983–2021. (m. Notenbsp. u. Abb.), Hg.: Oliver Korte, (= Schriften der Musikhochschule Lübeck. Bd. 4). Olms, Hildesheim / Zürich / New York 2022, ISBN 978-3-487-16179-2.